# Ramal da Lousã
El Ramal da Lousã fue un tramo ferroviario de ancho ibérico, que presentaba una extensión de 36,9 kilómetros y une Coímbra a Serpins, pasando por Ceira, Miranda do Corvo, y Lousã, en Portugal.

## Características

### Material circulante
Uno de los principales elementos de material circulante que asegurarán los servicios en esta conexión fueron los automotores de la CP Serie 0300.

## Historia

### Planificación y construcción del Ramal de Coímbra
Una ley publicada el 26 de enero de 1876, ordenó que la Línea de Beira Alta debería comenzar en la Estación de Coímbra en la Línea del Norte y terminar en la frontera con España, pasando por Santa Comba Dão; no obstante, surgieron varios problemas con este proyecto, formulándose una nueva ley, el 23 de marzo de 1878, alterando el lugar de unión a Pampilhosa. Sin embargo, la compañía constructora debería instalar una nueva vinculación ferroviaria hasta el interior de la ciudad de Coímbra, que también debería ser un intercambiador fluvial, para que las mercancías de la costa pudiesen seguir el Río Mondego hasta el Puerto de Figueira da Foz; no obstante, en 1882, esta obra todavía no se había iniciado, debido a conflictos entre la Compañía de los Caminhos de Ferro Portugueses de Beira Alta y el estado portugués, por haberse autorizado, por una ley de 2 de mayo de ese año, a la Compañía Real de los Caminhos de Ferro Portugueses a construir la Línea del Este, cuya operación iba a perjudicar los intereses de la Compañía de Beira Alta. Los derechos para la construcción y gestión del ramal fueron, así, transferidos a la Compañía Real en 1883, que lo inauguró el 18 de octubre de 1885, con el nombre de Ramal de Coímbra.

### Formación de la Compañía del Caminho de Ferro del Mondego
Los derechos de construcción y gestión de una vinculación ferroviaria entre Coímbra y Arganil fueron atribuidos a la Compañía del Caminho de Ferro del Mondego, por los albaranes reales del 10 de septiembre de 1887 y 8 de noviembre de 1888; el primero firmó una ancho de 1 metro para este ferrocarril, modificándose en este el ancho a los 1,67 metros. Fue, igualmente, establecido que la línea debería estar totalmente construida dos años después de la aprobación del proyecto. La Compañía fue formada oficialmente el 12 de noviembre de 1888, mientras que el proyecto definitivo para esta línea fue aprobado por una ordenanza del 11 de enero del año siguiente. La alteración de ancho fue criticada, pues previéndose que la utilización de vía ancha haría la construcción más difícil y costosa, especialmente en el tramo de la Lousã a Arganil.

### Quiebra de la Compañía del Caminho de Ferro del Mondego

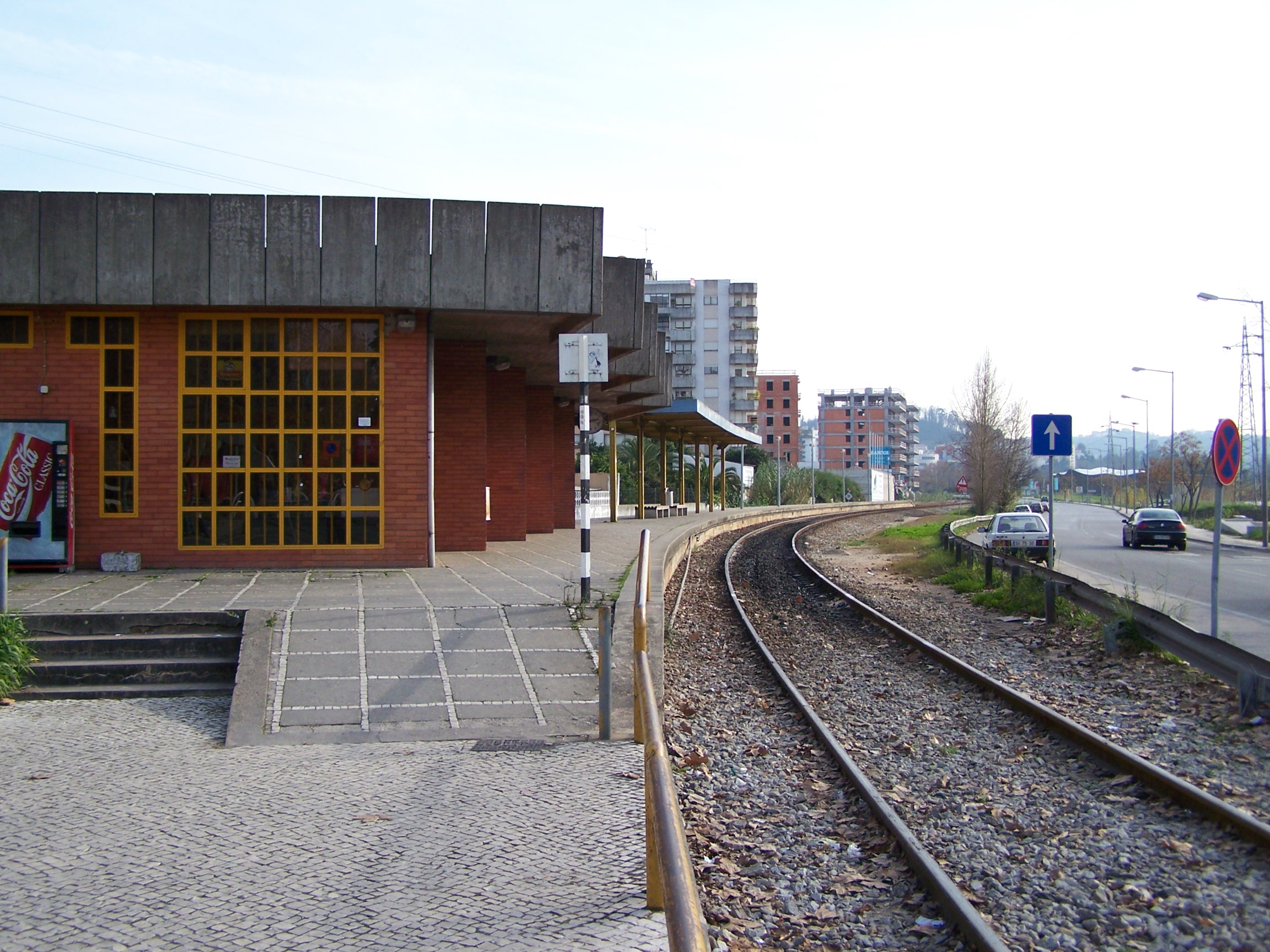
Estación de Coímbra-Parque.

No obstante, varios conflictos con el empresario y problemas de orden financiero interrumpieron las obras, que a estas alturas ya se encontraban bastante avanzadas, especialmente en la primera sección, siendo gastados, a estas alturas, más de un millón de reales en la construcción. El 24 de octubre de 1895, el Tribunal del Comercio de Lisboa concedió a la Compañía el concurso de acreedores.
La Compañía del Mondego requirió al gobierno, varias veces, la ampliación del plazo para la conclusión de este ferrocarril, lo que le fue concedido, después de una sentencia favorable de la Junta Consultiva de Obras Públicas y Minas; el último plazo fue fijado para el 31 de octubre de 1896, pero con la condición de que la compañía realizase algunas reparaciones en el tramo ya construido, y modificaciones en las vías públicas. La Compañía entró, no obstante, en quiebra el 18 de febrero de 1897, por sentencia del Tribunal del Comercio; al resguardo de la ley del 9 de noviembre de 1893, esta empresa pasó, entonces, a ser dirigida por un consejo fiscal, formado por representantes de los acreedores, del Gobierno y de la propia Compañía.
En 1902, el consejo fiscal solicitó el apoyo del jefe del Partido Progressista, José Luciano de Castro, para obtener una rápida deliberação del gobierno sobre los proyectos que estaban a ser discutidos para la conclusión de esta vinculación ferroviaria; en ese año, las obras también se encontraban suspensas, y las infraestructuras estaban a comenzar a degradar-se.
En marzo del año siguiente, ya había sido acordado, entre la Compañía Real de los Caminhos de Ferro Portugueses y la Compañía del Caminho de Ferro del Mondego, que la explotación de la línea sería entregada a la Compañía Real, después de haber sido construida; previéndose, así, que las obras serían retomadas en breve.
Desde la toma de posesión el consejo fiscal intentó llegar a un acuerdo con el empresario, entre la Compañía Real de los Caminhos de Ferro Portugueses y los acreedores, habiendo llegado, después de varios intentos, a una solución: la Compañía del Mondego iba a emitir 350 mil reales nominales de obligaciones al 5%, amortizables en un plazo de 25 años, y aplicar el producto de esta emisión a las obras de conclusión de la primera sección de la línea, y al pago de varios gastos urgentes, y la adquisición de materiales para el empresario. Por su lado, la Compañía Real iba a explotar la línea por 25 años, recibiendo, por el servicio de explotación, 500 reales por año y kilómetro, y el empresario entregaría los materiales existentes. Para garantizar la colocación de las obligaciones, el consejo fiscal solicitó una garantía inferior al 3%, por lo que lo llevó como proyecto de ley a la Cámara de los Diputados.
Este proyecto de ley fue presentado por el Ministro de Obras Públicas, y votado, con una ligera alteración, en la sesión nocturna de la Cámara de los Diputados del 11 de mayo de 1903. Este diploma tenía como propósito la autorización por parte del gobierno a adelantar, anualmente, 10.500 reales a la Compañía del Mondego, por el Fondo Especial de Ferrocarriles; este montante era necesario para, junto con el rendimiento líquido de la explotación del ferrocarril de Coímbra a Arganil, alcanzar la cantidad de 24.883,375 reales, correspondiente a la anualidad necesaria para el interés del 5% y la amortización, en 25 años, de un préstamo de 250.000 reales en obligaciones, a ser emitidas por la Compañía. Este proceso era indispensable para concluir la construcción de la línea, y convertir en definitivo el contrato anterior, realizado con la Compañía Real.
El 22 de noviembre de 1904, fue firmado un nuevo contrato con la Compañía Real, pasando esta empresa a construir y explotar la línea.

### Inauguración de la línea hasta la Lousã
En marzo del año siguiente, las obras ya habían sido retomadas, estando en construcción los tramos junto a Portela, Carroulo y Treniva, y se encontraba trabajando en la vinculación entre el puente de Portela y el viaducto de pasajeros para las Torres. En agosto, ya se había iniciado la extracción de arena del Río Mondego, para ser utilizada en los trabajos de balasto, y ya habían comenzado las obras en la ruta de la costa.
La apertura a la explotación hasta la Lousã fue realizada el 16 de diciembre de 1906, por la Compañía Real.

### Tramo entre Lousã y Serpins
El Decreto 8:910, publicado por el Ministerio de Comercio y Comunicaciones el 8 de junio de 1923, concedió a la Compañía del Caminho de Ferro del Mondego una garantía de interés del 7%, para la emisión de un préstamo, y respectiva amortización, para construir el entonces denominado Caminho de Ferro de Lousã a Arganil. Este documento también estableció que, después de la apertura, la explotación debería ser realizada por la Compañía de los Caminhos de Ferro Portugueses, y la construcción debería ser realizada en dos secciones, siendo la primera entre la Estación de Lousã y el margen izquierdo del Río Ceira, junto a la Ruta Distrital n.º 106, y la segunda sección, desde este punto, hasta Arganil.
La construcción se inició en la Lousã, en agosto de 1924, estando en julio de 1926, también en construcción el tramo entre Lousã y Góis. En septiembre, se esperaba que la línea llegase al margen izquierdo del Río Ceira a mediados del año siguiente, y, en noviembre, fue aprobado el proyecto de construcción del Puente de Serpins, sobre el Río Ceira.
El 19 de noviembre de 1927, fue publicado el decreto 14:775, que autorizó a la Compañía del Caminho de Ferro del Mondego a alterar el ancho de vía, en las líneas que ya existían, a un metro, sin interrumpir la circulación, y a utilizar este ancho en las líneas que iban a ser construidas; el mismo documento autorizó a la Compañía a continuar la línea, de Arganil hasta Santa Comba Dão. No obstante, a apertura a la explotación hasta Serpins, efectuada  el 10 de agosto de 1930, fue realizada en vía ancha (ancho ibérico).

### SigloXXI
Se inició el proyecto de conversión de este ramal en un metropolitano de superficie, denominado Metro [del] Mondego, habiendo sido implementadas las infraestructuras de apoyo al transporte, que sustituiría el transporte ferroviario durante la conversión.
La adaptación de la vía para la red de transporte metropolitano de superficie se inició el 2 de diciembre entre Serpins y Alto de São João. 
El proyecto del Metro del Mondego es contrario al del Movimiento de Defensa del Ramal da Lousã, un grupo que defendía la modernización del material circulante e infraestructuras en el ramal. Este grupo exige, también, el calendario de obras de recalificación, y garantías de calidad en los transportes alternativos.
El 4 de enero de 2010 fue cerrado el tráfico ferroviario en este ramal, pasando el servicio a ser mantenido por autobuses.